# Adelaide de Borgonha, Duquesa de Brabante
Adelaide de Borgonha ou Alice de Borgonha (na língua borgonhesa, Aleyde ou Alix) (c. 1233 - 23 de outubro de 1273) foi uma Duquesa de Brabante por casamento.

## Família
Adelaide era uma filha de Hugo IV, Duque da Borgonha e da sua primeira esposa Iolanda de Dreux. Era portanto membro da Casa de Borgonha.(que para além do Ducado da Borgonha, em posse da família, reinava também em Portugal através de um ramo colateral). Os seus irmãos eram Odo, que herdaria por casamento os condados de Nevers e Auxerre; João, que herdaria da mesma forma o senhorio de Bourbon; e Roberto.
Adelaide tinha ainda por avós paternos Odo III, Duque da Borgonha, e Alice de Vergy, e maternos Roberto III de Dreux e Leonor de Saint-Valéry.

## Vida

### Situação familiar e primeiros anos
Adelaide nasceu por volta de 1233. Durante a sua infância, se não presenciou, estaria minimamente informada sobre os casamentos dos seus irmãos com herdeiras de terras vizinhas, de modo a expandir a porção territorial da Casa Ducal no complicado sistema feudal na França do século XIII. A sua família tinha na realidade antecedentes bastante duvidosos em assuntos de vassalagemː o seu bisavô, Hugo III, Duque da Borgonha, empreendera uma campanha contra Luís VII de França devido a uma questão de fronteiras entre ambos, guerra que acabou por ser ganha pelo suserano.
O seu irmão Odo casou com Matilde II, Duquesa de Nevers, herdeira de Nevers e Auxerre e, em 1248, João uniu-se a Inês de Dampierre, herdeira de Bourbon. Destes irmãos Adelaide só teria sobrinhas, pelo que a família acabaria por perder o poder nestes condados.
Ainda em 1248, falecia Iolanda, mãe de Adelaide. O pai procurou uma nova esposa em Isabel de Lusignan (f.1300), mas o casamento não se chegou a realizar. Entretanto o pai começou a pensar num partido para Adelaide, e o escolhido foi Henrique, com idade próxima à sua (a diferença seria de três anos) e havia herdado recentemente o Brabante e a Lotária, sendo portanto um dos nobres com maior poderio na região dos Países Baixos.

### Duquesa consorte de Brabante
Em 1251, acontece o casamento entre Adelaide e Henrique. O pai casava poucos anos mais tarde com Beatriz de Navarra, muito mais nova que ele, com quem formou uma nova família com outros rebentos.

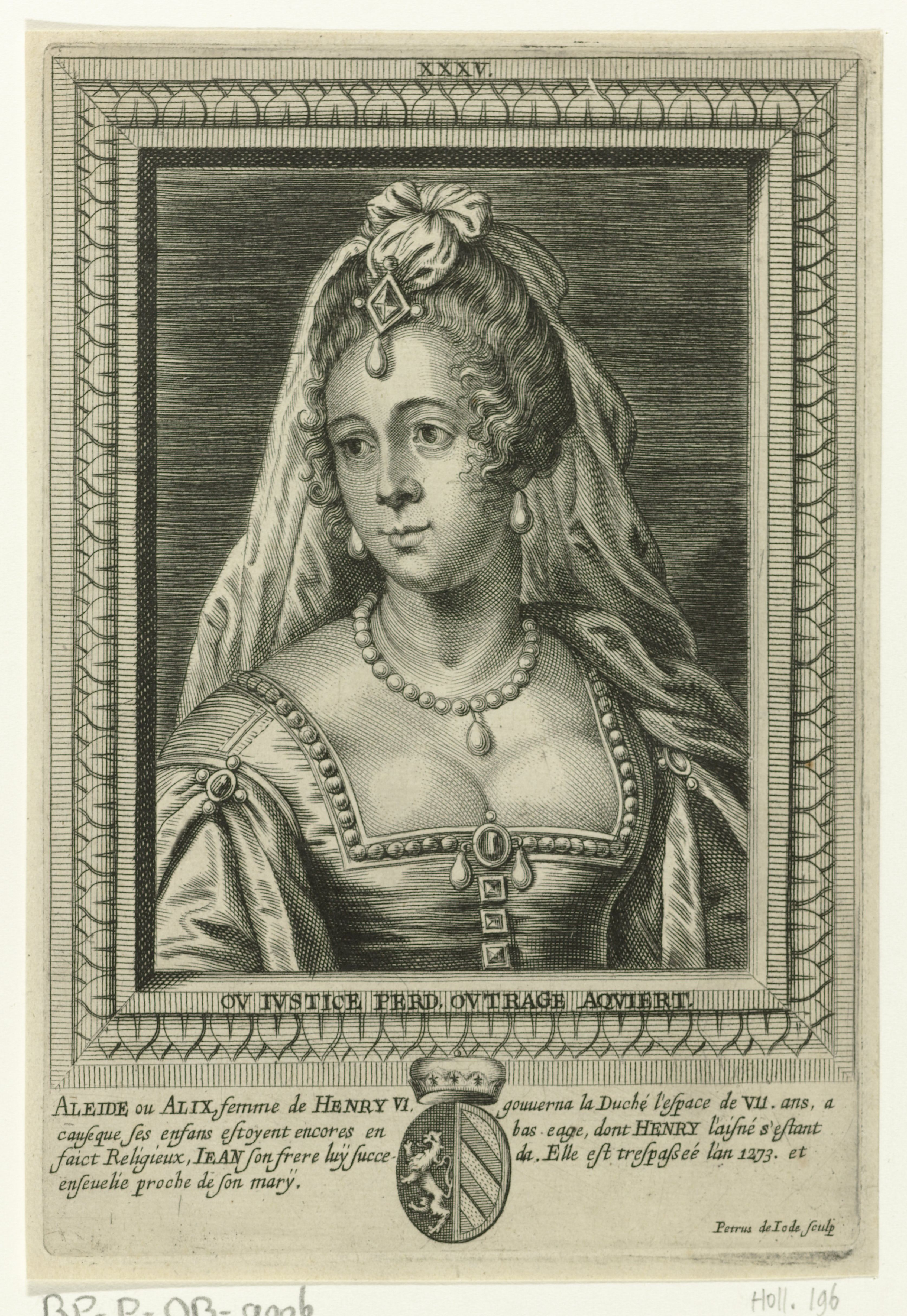
Retrato não contemporâneo do século XVII.

A vida conjugal de Adelaide e Henrique deu origem a quatro filhos, tendo todos sobrevivido à infância. Porém há registos que Henrique teria uma amante, da qual terá tido dois bastardosː Gilles, antepassado da família van der Balch e João Lyngwood (f.1289). Pouco mais pormenores se sabem sobre a vida do casal. Henrique faleceu em 1261, e Adelaide foi nomeada regente do filho, Henrique IV de Brabante.

### Duquesa regente e últimos anos
Pouco tempo depois, Adelaide deverá ter tomado conhecimento da morte prematura dos irmãos, Odo e João, em 1266 e 1268, respectivamente. As terras que possuíam pelo direito jure uxoris passaram para as filhas, que ao casarem dariam lugar a uma nova família reinante nestas terras e neutralizando assim o domínio borgonhês em Nevers, Auxerre e Bourbon. Deste modo o herdeiro do ducado de Borgonha passou a ser o seu irmão mais novo, Roberto.
Em Brabante a situação complicava-seː embora a gestão da regente fosse razoável, o herdeiro mostrava-se incapaz de governar, pelo que os nobres menores do ducado começaram a pressioná-la para substituir Henrique por João, filho segundo, que consideravam muito mais capaz de gerir os assuntos do ducado. Deste modo, a 24 de maio de 1267, dá-se a deposição de Henrique e a subida de João como João I. Ora sendo João também menor, Adelaide manteve-se ativa, continuando a regência até ao ano seguinte, quando João foi declarado maior de idade. Retirou-se da vida política. Terá sido informada da morte do pai, em 1270 e da sucessão de Roberto no trono borgonhês. Adelaide não sobreviveria muito tempo ao pai, falecendo a 23 de outubro de 1273.

## Legado

### Château de Val-Duchesse
O Château de Val-Duchesse era um priorado destinado às mulheres e foi fundado em 1262 por Adelaide. A Duquesa designou o local como Val Duchesse ou Hertoginnedal (Vale da Duquesa). A lenda conta que terá sido inspirada por Tomás de Aquino, que teria sido seu convidado. Foi o primeiro priorado para mulheres dos Países Baixos e recebeu várias doações da Duquesa e de outras nobres senhoras.

## Casamento e descendência
Em 1251, Adelaide casou-se com Henrique III de Brabante (c. 1230 – 28 de fevereiro de 1261, Lovaina), filho de Henrique II de Brabante, e Maria da Suábia. O casal teve quatro filhos, tendo todos atingido a maioridadeː
1. Henrique IV de Brabante (c. 1251 – depois de 1272), demente, a mãe acabou por concordar com a sua substituição no trono pelo irmão;
2. João I de Brabante (1253–1294), sucedeu ao irmão;
3. Godofredo de Brabante, Senhor de Aarschot (f. 11 de julho 1302, Kortrijk), morto na Batalha de Cortrai, casou em 1277 Jeanne Isabeau de Vierzon (d. depois de 1296)
4. Maria de Brabante (1256, Lovaina – 12 de janeiro de 1321, Murel), casou em Vincennes a 27 de agosto de 1274 com Filipe III de França.